# Rickettsiosis
Rickettsiosis es la denominación usada para referirse a las enfermedades infecciosas producidas por los microorganismos del género rickettsia (bacterias). 
Se ha predicho que este grupo de enfermedades van a cobrar mucha importancia en el futuro reciente debido al incremento de su incidencia, y a la extensión de sus áreas geográficas de distribución.

## Etiología
Las rickettsias son cocobacilos inmóviles gramnegativos cuya característica principal y definitoria es ser parásitos intracelulares obligados, como los virus. Necesitan células para sobrevivir. Normalmente viven en las células endoteliales o en los macrófagos y son transmitidas por vectores artrópodos. Muchas de las especies de Rickettsia han sido identificadas en las últimas décadas.
La rickettsiosis es considerada una zoonosis (enfermedad que se transmite de los animales al humano), siendo el humano un huésped accidental, excepto por el Tifus epidémico (transmitido por piojos de humano a humano).

## Fisiopatología
Las rickettsias tienen un tropismo elevado por el endotelio. Cuando entran en el organismo se diseminan e invaden las células endoteliales donde se reproducen y provocan su lisis. Generándose así una vasculitis.
Existen dos tipos de vasculitis, y en función de ellas podemos diferenciar dos grandes grupos de enfermedades:
- Grupo de las fiebres manchadas: en la vasculitis se afecta el endotelio, la íntima y la capa media
- Grupo de las fiebres tíficas: en la vasculitis se afecta el endotelio y la capa íntima de los vasos.

## Clasificación
Grupo de las fiebres manchadas:
- Fiebre de las Montañas Rocosas. Producido por Rickettsia rickettsii y transmitido por garrapatas. En Europa no aparece, frecuente en Norteamérica.[4]

- Fiebre botonosa mediterránea. Producida por Rickettsia conorii y transmitida por garrapatas provenientes de roedores salvajes y del perro. Frecuente en los países mediterráneos.

- Tíbola. Producida por Rickettsia slovaca y transmitida por garrapatas de animales como ovejas, cabras o jabalíes. Frecuente en Hungría, Eslovaquia y toda esa zona. En España se describen casos en Aragón.

Grupo de las fiebres tíficas:
- Tifus exantemático epidémico. Provocado por Rickettsia prowazekii transmitido por piojos. Su recidiva se conoce como Enfermedad de Brill-Zinsser

- Tifus murino o Tifus exantemático endémico. Producido por Rickettsia typhi y transmitida por la pulga de la rata peridoméstica. Tiene incidencia en las grandes urbes, y sobre todo, en sus barrios marginales.

- Tifus de las malezas. Producido por Orientia tsutsugamushi. En el pasado esta especie era considerada dentro del género Rickettsia, pero actualmente ha sido clasificada en el género Orientia.[5]

- Fiebre quintana . Producido por Rickettsia quintana.

## Cuadro clínico
En general, se trata de cuadros con cuadro febril con cefalea, mialgias, estupor, somnolencia y delirio, y en muchos casos cuadro exantemático. Aunque, cada enfermedad tiene sus connotaciones.

## Diagnóstico microbiológico

### Técnicas directas
Se puede detectar el germen mediante inmunofluorescencia en biopsias de piel, en el caso de la fiebre de Montañas Rocosas y de la fiebre botonosa mediterránea; en sangre con sondas de ADN o por PCR.

### Serología
La detección de anticuerpos en el suero es el procedimiento usado habitualmente. Las diferentes rickettsias presentan reacciones cruzadas entre ellas y es difícil identificar el agente causal, pero el tratamiento es el mismo en todos los casos. Se diagnóstica por un aumento de 4 veces el título entre la fase aguda y convaleciente, por cualquier técnica.
Técnicas empleadas: 
- Aglutinación de Weil-Felix
- Técnica de inmunofluorescencia indirecta (IFI)
- Técnicas de ELISA y RIA
- Técnicas de Western blot
- Técnica de hemaglutinación
- Técnica de aglutinación de látex
- Técnica de fijación del complemento

## Tratamiento
La mayoría de las rickettsiosis son tratadas con el antimicrobiano Doxiciclina.